# Bahçelievler (Pendik)
Pour les articles homonymes, voir Bahçelievler.
Bahçelievler est un quartier du district de Pendik de la métropole d'Istanbul.